# 리정판
리정판(중국어: 李正帆, 병음: Lî Zhèngfán, 한자음: 이정범, 1965년 ~ )은 대만의 작곡가, 음악 프로듀서이다.